# 발데마르 1세

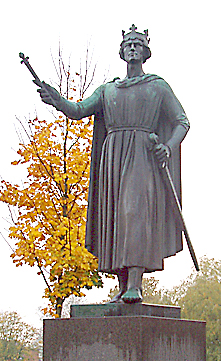
발데마르 1세 동상

발데마르 1세(덴마크어: Valdemar I, 1131년 1월 14일 ~ 1182년 5월 12일)는 덴마크의 국왕(재위: 1146년 ~ 1182년)이다. 재위 기간 동안에 덴마크를 크게 발전시켰기 때문에 대왕(덴마크어: den Store 덴 스토레[*])이라는 별칭으로 부르기도 한다.

## 생애
에스트리센가(Estridsen) 출신이다. 크누드 라바르(Knud Lavard) 공작과 그의 아내인 키예프의 잉에보르(Ingeborg)의 아들로 태어났다.
그의 아버지인 크누드 라바르는 그가 태어나기 이전에 스웨덴의 망누스 1세 국왕에게 살해당했다. 덴마크의 왕세자가 된 그는 피에네슬레우(Fjenneslev)의 아세르 리(Asser Rig)의 궁정에서 아세르 리의 아들인 압살론(Absalon), 에스벤 스나레(Esbern Snare) 등과 함께 성장했다.
그가 15세 때였던 1146년에 덴마크에서는 에리크 3세 국왕이 퇴위당하면서 왕위 계승 후보자들 간의 내전이 일어났다. 1157년 발데마르 1세는 에리크 2세의 아들인 스벤 3세, 망누스 1세의 아들인 크누드 5세와 함께 덴마크를 3등분하기로 합의했다.
1157년 스벤 3세가 로스킬레에서 크누드 5세, 압살론 등과 함께 대연회를 여는 과정에서 왕위 계승 경쟁자들을 제거하려고 시도했다. 이 과정에서 크누드 5세는 살해당했고 발데마르 1세는 연회장을 빠져나갔다. 윌란반도로 귀환한 발데마르 1세는 그라테 헤데(Grathe Hede) 전투에서 승리하면서 윌란반도로 추격해 오던 스벤 3세를 살해했다. 이를 계기로 덴마크에서 10년 이상 지속되었던 내전이 종식되었고 발데마르 1세는 덴마크의 유일한 국왕이 되었다.
크누드 5세 국왕의 이복자매인 민스크의 소피아(Sophia)와 결혼했으며 크누드 6세 국왕, 발데마르 2세 국왕 등의 자녀를 두었다.
| 전임 에리크 3세 | 덴마크의 국왕 1146년 ~ 1182년 스벤 3세와 공동 군주 (1146년 ~ 1157년) 크누드 5세와 공동 군주 (1146년 ~ 1157년) | 후임 크누드 6세 |